# When a Stranger Calls (película de 2006)
When a Stranger Calls (Cuando un extraño llama en Hispanoamérica, Cuando llama un extraño en España) es la nueva versión de la película homónima de 1979. Es una película de terror de 2006 dirigida por Simon West y protagonizada por Camilla Belle, Tommy Flanagan, Katie Cassidy y Clark Gregg.

## Sinopsis
La acción de la película se inicia cuando una niñera va a cuidar unos niños y es asesinada. La trama cambia a una adolescente llamada Jill Johnson (Camilla Belle). Está pasando por una crisis amorosa, ya que su novio Bobby (Brian Geraghty), la engañó con su mejor amiga Tiffany (Katie Cassidy). Además, por haber hablado más de 800 minutos en su móvil, su padre (Clark Gregg) la está haciendo trabajar de niñera para una familia rica, para así pagar esa deuda. Esto causa que se pierda una fiesta en su escuela, a la cual su ahora mejor amiga Scarlett (Tessa Thompson) va a ir. Jill llega a la enorme casa de los Mandrakis, la cual está a orillas de un lago, con una sirvienta llamada Rosa y un invernadero construido en el centro. Los padres (Derek De Lint y Kate Jennings Grant) le muestran la casa, le dan sus números y le avisan que no regresarán hasta la medianoche. Antes de irse, le dicen a Jill que sus hijos están durmiendo y que no los despierte. Ella comienza la noche paseando por la casa y probándose las joyas de la señora Mandrakis. Luego, comienza a recibir llamadas telefónicas anónimas las cuales al comienzo las cuelga.
Tiffany va a visitarla e intenta disculparse por lo que pasó con ella y Bobby, pero Jill la obliga a que se vaya. Tiffany trata de irse pero hay ramas que bloquean el camino. Tiffany sale de su auto algo asustada intentando moverlas y es asesinada por una persona desconocida merodeando por la casa. Las llamadas continúan, cada una comienza a volverse más terrorífica. En una llamada, la persona le pregunta con voz profunda "¿Has ido a ver a los niños?". Jill llama a la policía después de que el extraño le dice algo que le hace darse cuenta de que la está observando. La policía le dice que puede rastrear las llamadas si ella puede mantenerla en línea por un minuto. Mientras se espera que la persona llame de vuelta, ve que hay alguien en la casa de invitados. Se apura hacia allí y la llaman en esa casa. Jill tiene éxito en mantenerlo en línea por un minuto pero luego se da cuenta de que ha llamado en una equivocada línea telefónica. Huye a la casa después de ver una luz prendida y la persona la vuelve a llamar. Esta vez lo mantiene en el teléfono pero la policía urgentemente le informa que las llamadas vienen desde dentro de la casa. 
Jill encuentra el cadáver de Tiffany en el baño de arriba mientras investigaba que la ducha estaba encendida y pronto descubre a alguien en el ático y es atacada por la persona que llama, aparentemente es el mismo hombre quién mató a la niñera en el otro lado de la ciudad. Despierta a los niños y huyen al invernadero. Jill descubre que la sirvienta, Rosa, también está muerta en el estanque, ahogada. El hombre malvado consigue entrar pero escapan y Jill se las arregla para encerrarlo dentro del invernadero. Él escapa de allí y los chicos consiguen salir de la casa, pero el hombre ataca a Jill, quien logra arrancarle un pedazo de cabello para poder escapar.
Hay una lucha mortal en medio de la sala de estar y Jill se las arregla para apuñalarlo fuertemente en la mano con un atizador y logra dejarlo gravemente herido. Jill huye de la casa y se topa con uno de los policías mientras los demás capturan al hombre malvado para arrestarlo. Antes de que el extraño (Tommy Flanagan (actor)) sea llevado por la policía, su rostro horrible es revelado por la luz de la luna. Jill despierta en el hospital y el teléfono suena, pero luego deja de sonar. Jill empieza a caminar por el pasillo y cuando da la vuelta el extraño la ataca desde atrás. Ella despierta de una pesadilla, todavía en el hospital, y la película termina con los doctores desesperadamente tratando de detener su pánico frenético.

## Reparto
- Camilla Belle - Jill Johnson
- Tommy Flanagan - El extraño (cuya sombra planea a lo largo de la historia)
- Katie Cassidy - Tiffany Madison
- Tessa Thompson - Scarlett Sewell
- Brian Geraghty - Bobby Benngton-Grenner
- Clark Gregg - Benjamin "Ben" Johnson
- Derek de Lint - Dr. Mandrakis
- Kate Jennings Grant - Kelly Mandrakis
- David Denman - Oficial Burroughs
- Steve Eastin - Detective Hines
- Arthur Young - William "Will" Mandrakis
- Madeline Carroll - Alison Mandrakis
- Rosine Hatem - Rosa Ramírez
- Lance Henriksen - La voz del extraño